# Poppy Corby-Tuech
Poppy Colette Corby-Tuech (* 18. November 1987 in Veneux-les-Sablons, Île-de-France) ist eine französisch-britische Schauspielerin und Musikerin.

## Biografisches
Poppy Corby-Tuech wurde in Frankreich geboren und wuchs zunächst in Fontainebleau auf. Da ihr Vater Franzose und ihre Mutter Britin ist, beherrscht sie sowohl fließend Französisch als auch Englisch. Ihr Vater starb, als sie neun Jahre alt war. Anschließend zog sie mit ihrer Mutter ins englische Norfolk.
Zuerst war Corby-Tuech im musikalischen Bereich aktiv und spielte von 2008 bis 2010 als Mitglied der Post-Punk-Electro-Band White Rose Movement. Schauspielerisch tätig ist sie seit 2013, als sie eine erste Rolle in dem Horrorfilm Dracula: The Dark Prince bekam. Es folgten weitere Rollen in Fernsehserien wie The Royals, The Collection und Harlots – Haus der Huren. Im Filmbereich konnte Corby-Tuech durch die Rolle der Hexe Vinda Rosier, einer fanatischen Anhängerin des Schwarzmagiers Gellert Grindelwald, im zweiten und dritten Film der Phantastische Tierwesen-Reihe bisher größere Aufmerksamkeit erlangen. 

## Filme und Serien
- 2013: Dracula: The Dark Prince
- 2014: Silent Witness (Fernsehserie, zwei Episoden)
- 2015: Father Brown (Fernsehserie, eine Episode)
- 2015: This Is England '90 (Fernsehserie, eine Episode)
- 2015–2016: The Royals (Fernsehserie, elf Episoden)
- 2016: Una
- 2016: The Collection (Fernsehserie, sieben Episoden)
- 2017: Harlots – Haus der Huren (Harlots, Fernsehserie, acht Episoden)
- 2018: Phantastische Tierwesen: Grindelwalds Verbrechen (Fantastic Beasts: The Crimes of Grindelwald)
- 2019: The Rook (Fernsehserie, eine Episode)
- 2022: Phantastische Tierwesen: Dumbledores Geheimnisse (Fantastic Beasts: The Secrets of Dumbledore)
- 2022: Peripherie (The Peripheral, Fernsehserie, drei Episoden)
- 2024: Le Comte de Monte-Cristo (Fernsehserie, acht Episoden)